# 波數
在物理學裏，波數是波動的一種性質，定義為每 2π 長度的波長數量（即每單位長度的波長數量乘以 2π）。更明確地說，波數是每 2π 長度內，波動重複的次數（一個波動取同樣相位的次數）。波數與波長成反比。用方程的語言說，
波數 {\displaystyle k\ {\overset {\underset {\mathrm {def} }{}}{=}}\ 2\pi /\lambda \,\!}；
其中，{\displaystyle \lambda \,\!} 是波長。
角频率是單位時間內的角度變化，而波數為單位長度內的角度變化，因此波數即是空間上的角频率。波數對應向量爲波向量。
有時候，波數也會定義為每單位長度的波長的數目。但這樣定義比較不好使用。
從隨著時間而變的函數萃取出的一組數據，經過傅里葉變換，會得到一個頻率譜；而從隨著位置而變的函數萃取出的一組數據，經過傅里葉變換，會得到一個波數譜。
採用國際單位制，波數的單位是{\displaystyle \mathrm {m} ^{-1}\,\!}。

## 光譜學
在光譜學裏，電磁輻射的波數{\displaystyle {\tilde {\nu }}\,\!}，以方程式定義為
{\displaystyle {\tilde {\nu }}\ {\overset {\underset {\mathrm {def} }{}}{=}}\ 1/\lambda \,\!}；
其中，{\displaystyle \lambda \,\!}是電磁輻射在真空裏的波長。
波數的因次是[長度]-1。採用國際單位制，波數的單位是{\displaystyle \mathrm {m} ^{-1}\,\!}。採用厘米-克-秒制（單位制），波數的單位是{\displaystyle \mathrm {cm} ^{-1}\,\!}。
應用量子力學理論，物理學家認為光譜線的差距是因為能級的差別而產生的；波數與能級或頻率成正比，與波長成反比。由於光譜儀器通常以波長來校準，光譜數據通常是用波數紀錄。這樣，避免與光速和普朗克常數有關。
波數轉換為量子能量  {\displaystyle E\,\!}（單位為焦耳）或頻率（單位為赫茲）的公式為：
{\displaystyle E=hc{\tilde {\nu }}=1.9865\times 10^{-23}\,\mathrm {J\,cm} \times {\tilde {\nu }}=1.2398\times 10^{-4}\,\mathrm {eV\,cm} \times {\tilde {\nu }}\,\!}，
{\displaystyle \nu =c{\tilde {\nu }}=29.978\times 10^{9}\,\mathrm {Hz\,cm} \times {\tilde {\nu }}\,\!}。
注意到波數與光速的單位制式為厘米-克-秒制。所以，計算時必須特別小心。
例如，氫原子發射線的波數，是
{\displaystyle {\tilde {\nu }}=R\left({\frac {1}{{n_{f}}^{2}}}-{\frac {1}{{n_{i}}^{2}}}\right)\,\!}；
其中，{\displaystyle R\,\!}是里德伯常量，{\displaystyle n_{i}\,\!}與{\displaystyle n_{f}\,\!}分別是初始能級與最終能級的主量子數，{\displaystyle n_{i}>n_{f}\,\!}。

## 波動方程式
對於電磁波特別案例，
{\displaystyle k\ {\overset {\underset {\mathrm {def} }{}}{=}}\ {\frac {2\pi }{\lambda }}={\frac {2\pi \nu }{v_{p}}}={\frac {\omega }{v_{p}}}={\frac {E}{\hbar c}}\,\!}；
其中，{\displaystyle \nu \,\!}是頻率，{\displaystyle v_{p}\,\!}是相速度，{\displaystyle \omega \,\!}是角頻率，{\displaystyle E\,\!}是能量，{\displaystyle \hbar \,\!}是約化普朗克常數，{\displaystyle c\,\!}是光速。
對於物質波特別案例，像電子波，波數的非相對性近似方程式為
{\displaystyle k\ {\overset {\underset {\mathrm {def} }{}}{=}}\ {\frac {2\pi }{\lambda }}={\frac {p}{\hbar }}={\frac {\sqrt {2mE_{k}}}{\hbar }}\,\!}；
其中，{\displaystyle p\,\!}是粒子的動量，{\displaystyle m\,\!}是粒子的質量，{\displaystyle E_{k}\,\!}是粒子的動能。

## 參閱
- 波粒二象性
- 波包
- 波向量